# CommScope
CommScope est une entreprise d'électronique et un équipementier en télécommunications.

## Histoire
En novembre 2018, CommScope annonce l'acquisition d'Arris International pour 7,4 milliards de dollars. Cette acquisition regroupe deux des anciennes sociétés issue de la division de General Instrument en 1997.

## Activités
CommScope est un fournisseur de solutions d'infrastructure pour les couches centrales, d'accès et de périphérie des réseaux de communications.
Solutions sans fil et à fibre optique dans les sites et les espaces extérieurs, centres de données et les bâtiments de toutes formes, tailles et complexités ; dans les sites cellulaires sans fil ; dans les centraux de télécommunications et les têtes de lignes de câbles, dans les aéroports, trains et tunnels etc.

## Actionnaires
Liste des principaux actionnaires au 19 novembre 2019:
| The Carlyle Group (Corporate Private Equity)            | 10,2 % |
| FPR Partners                                            | 9,91 % |
| Maverick Capital                                        | 9,89 % |
| The Vanguard Group                                      | 9,02 % |
| Fidelity Management & Research                          | 8,20 % |
| Templeton Investment Counsel                            | 6,42 % |
| Wellington Management                                   | 5,15 % |
| Capital Research & Management (International Investors) | 4,83 % |
| JPMorgan Investment Management,                         | 4,50 % |
| Route One Investment                                    | 4,49 % |